# Шоппен (мера)
Шоппен — старинная мера жидкостей (в том числе напитков) и сыпучих тел сначала в Южной Германии, затем в ряде других германских, швейцарских и французских регионов. Первоначально нижненемецкое слово «Schoppen» означало «кружка». Значение шоппена могло существенно различаться в зависимости от конкретного региона и исторического периода. Ныне не является официальной мерой, но продолжает использоваться в обиходе в ряде регионов Германии (по-прежнему означая разный объём; чаще всего используется в Пфальце). «Ранней кружкой» в Германии и Австрии называется дообеденная неформальная встреча друзей или коллег за кружкой пива или бокалом вина.
Первые упоминания о шоппене как о мере относятся к XII веку. В начале XIX века во Франции шоппен мог колебаться между четвертью и половиной литра. По состоянию на начало XIX века в Бадене и Швейцарии шоппен составлял 0,375 л, в Вюртемберге 0,459 л, в Пфальце 0,564 л. Унификация этой меры была предпринята Наполеоном Бонапартом в 1812 году во всех государствах Рейнского союза — тогда шоппен стал равен 0,7 л, однако после 1815 года вновь появились разночтения. В южногерманских землях после замены неметрических единиц измерения на метрические в 1872 года термин использовался до 1884 года для наименования кружек объёмом 0,5 л. В Швейцарии шоппен в значении 0,375 л оставался официальной мерой жидкостей до 1877 года.
Согласно энциклопедическому словарю Брокгауза и Ефрона (данные на конец XIX века), «шоппен = ¼ меры (Mass); в Касселе для вина = 0,487 литра, для пива 0,546 литра; старый шоппен во Франкфурте = 0,448 литра, новый шоппен = 0,398 литра; в Бадене шоппен = 2½ стакана; в Нассау = ½ бутылки; в Швейцарии шоппен = 0,375 литра; в Германской империи в 1868—1884 годах шоппен = 0,5 литра».